# Cordibracon
Cordibracon är ett släkte av steklar. Cordibracon ingår i familjen bracksteklar.
Kladogram enligt Catalogue of Life:
| Cordibracon | \| \| Cordibracon laqueatus \| \| \| \| \| \| Cordibracon setorae \| \| \| \| |
|             | \| \| Cordibracon laqueatus \| \| \| \| \| \| Cordibracon setorae \| \| \| \| |
|             | Cordibracon laqueatus                                                         |
|             |                                                                               |
|             | Cordibracon setorae                                                           |
|             |                                                                               |